# Фантастика
Фантастика (енгл. fantasy) је књижевни жанр, облик спекулативне фикције који у зависности од поджанра уводи читаоца у неку од различитих поставки света. Радња дела фантастике може се одигравати у овом или неком измишљеном свету, у прошлости или будућности. Дела фантастике ослобођена су уобичајених ограничења и инспирацију и узоре за поставке радње аутори налазе у најразличитијим областима, од реалног живота до митологије.
Иако многи Толкина сматрају зачетником фантастике, овде мислећи на поджанр епске фантастике, може се рећи да су фантастични елементи били присутни и много раније. Почевши од дела у области митологије, па да фантастичних мотива у делима романтичара. Данас, фантастика подразумева велики број поджанрова и аутора, а поред уобичајеног књижевног израза, популарни су и филм и стрип, односно графичка новела.
Фантастика се разликује од жанрова научне фантастике и хорора по одсуству научних или сабласних тема, иако се ови жанрови преклапају. У популарној култури, жанр фантазије претежно садржи поставке које опонашају Земљу, али са осећајем другости. У свом најширем смислу, међутим, фантазија се састоји од дела многих писаца, уметника, филмских стваралаца и музичара, од древних митова и легенди до многих новијих и популарних дела.

## Историја

### Рана историја
Елементи натприродног и фантастичног били су део књижевности од њеног почетка. Елементи фантазије се јављају кроз древни акадски Еп о Гилгамешу. Древни вавилонски еп о стварању, Енума Елиш, у којем бог Мардук убија богињу Тијамат, садржи тему космичке битке између добра и зла, што је карактеристично за жанр модерне фантастике. Жанрови романтичне и фантастичне књижевности постојали су у старом Египту. Приче о двору краља Куфуа, које су сачуване у Западном папирусу и које су вероватно написане средином друге половине осамнаестог века пре нове ере, чувају мешавину прича са елементима историјске фикције, фантазије и сатире. Египатски погребни текстови чувају митолошке приче, од којих су најзначајнији митови о Озирису и његовом сину Хору.
Мит са фантастичним елементима намењен одраслима био је главни жанр старогрчке књижевности. Аристофанове комедије пуне су фантастичних елемената, посебно његова драма Птице у којој Атињанин са птицама гради град у облацима и оспорава Зевсов ауторитет. Овидијеве Метаморфозе и Апулејев Златни магарац су оба дела која су утицала на развој жанра фантастике узимајући митске елементе и уткивајући их у личне приче. Оба дела укључују сложене наративе у којима се људска бића претварају у животиње или неживе објекте. Платонска учења и ранохришћанска теологија имају велики утицај на жанр модерне фантастике. Платон је користио алегорије да би пренео многа своја учења, а рани хришћански писци су тумачили Стари и Нови завет као употребу парабола за преношење духовних истина. Ова способност проналажења смисла у причи која није дословно истинита постала је темељ који је омогућио развој модерног жанра фантазије.
Најпознатија фикција из исламског света је Хиљаду и једна ноћ (Арапске ноћи), која је компилација многих древних и средњовековних народних прича. Разни ликови из овог епа постали су културне иконе у западној култури, као што су Аладин, Синбад и Али Баба. Хиндуистичка митологија је била еволуција раније ведске митологије и имала је много више фантастичних прича и ликова, посебно у индијским еповима. Панчатантра (Басне о Бидпају), на пример, користила је различите бајке о животињама и магичне приче да илуструје централне индијске принципе политичких наука. Кинеске традиције су биле посебно утицајне у вену фантазије познате као Чиноисери, укључујући писце као што су Ернест Брамах и Бари Хугхарт.
Беовулф је међу најпознатијим староенглеским причама на енглеском говорном подручју и имао је дубок утицај на жанр фантастике; неколико дела фантастике је препричавало причу, као што је Грендел Џона Гарднера. Нордијска митологија, како се налази у Старијој Еди и Млађој Еди, укључује такве фигуре као што су Один и његови другови Аеси, и патуљци, вилењаци, змајеви и дивови. Ови елементи су директно увезени у различита фантастична дела. Одвојени фолклор Ирске, Велса и Шкотске се понекад користио неселективно за „келтску” фантазију, понекад са великим ефектом; други писци су прецизирали употребу једног извора. Велшка традиција је била посебно утицајна, због своје везе са краљем Артуром и њене збирке у једном делу, епу Мабиногион.
Много је дела где граница између фантастике и других дела није јасна; питање да ли су писци веровали у могућности чуда у Сну летње ноћи или Сер Гавејн и Зелени витез отежава разликовање када је фантастика, у њеном модерном смислу, први пут отпочета.

### Модерна фантастика
Малолетничка фантастика се својевремено сматрала прихватљивијом од фантазије намењене одраслима, са ефектом да су писци који су желели да пишу фантастику морали да уклопе своје дело у форме намењене деци. Натанијел Хоторн је писао фантастику у књизи Чудеса за девојчице и дечаке, намењеној деци, иако су дела за одрасле била само на ивици фантастике. Дуги низ година, ово и успеси попут Алисиних авантура у земљи чуда (1865), стварали су кружни ефекат да су сва фантастична дела, па чак и каснија попут Господара прстенова, класификована као књижевност за децу.
Политички и друштвени трендови могу утицати на прихватање фантастике у друштву. Почетком 20. века, ентузијазам Покрета за нову културу за вестернизацију и науку у Кини натерао их је да осуде шенмо жанр фантастике традиционалне кинеске књижевности. Чаролије и магична створења из ових романа су сматрана сујеверним и заосталим, производима феудалног друштва које омета модернизацију Кине. Наставило се осуђивањем прича о натприродном када су комунисти дошли на власт, и континентална Кина је доживела оживљавање фантастике тек након што је окончана Културна револуција.

## Медији
Игре улога у области фантастике обухватају неколико различитих медија. Dungeons & Dragons је била прва стона игра улога и остала је најуспешнија и најутицајнија. Према истраживању из 1999. спроведеном у Сједињеним Државама, 6% људи од 12 до 35 година је играло игре улога. Од оних који редовно играју, две трећине игра D&D. Производи под марком Dungeons & Dragons чинили су преко педесет процената РПГ производа продатих 2005. године.
Научно фантастична серија играња улога Final Fantasy била је икона жанра видео игрица са улогама (према подацима из 2012. године и даље је била међу десет најпродаванијих франшиза видео игара). Прва колекционарска игра карата, Magic: The Gathering, има тему из области фантастике и на сличан начин је доминантна у индустрији.